# Thierville
Thierville ist eine französische Gemeinde mit 368 Einwohnern (Stand 1. Januar 2022) im Département Eure in der Region Normandie (vor 2016 Haute-Normandie). Die Gemeinde gehört zum Arrondissement Bernay und zum Kanton Pont-Audemer. Die Einwohner werden Thiervillais genannt.

## Geografie
Thierville liegt etwa 43 Kilometer südwestlich von Rouen im Roumois am Risle, der die Gemeinde im Westen begrenzt. Umgeben wird Thierville von den Nachbargemeinden Écaquelon im Norden, Bonneville-Aptot im Osten, Malleville-sur-le-Bec im Südosten und Süden, Pont-Authou im Südwesten sowie Glos-sur-Risle im Westen und Nordwesten.

## Bevölkerungsentwicklung
| Jahr                       | 1962 | 1968 | 1975 | 1982 | 1990 | 1999 | 2006 | 2019 |
| Einwohner                  | 192  | 195  | 198  | 231  | 242  | 218  | 272  | 371  |
| Quellen: Cassini und INSEE |      |      |      |      |      |      |      |      |

## Sehenswürdigkeiten
- Kirche Saint-Laurent aus dem 11. Jahrhundert

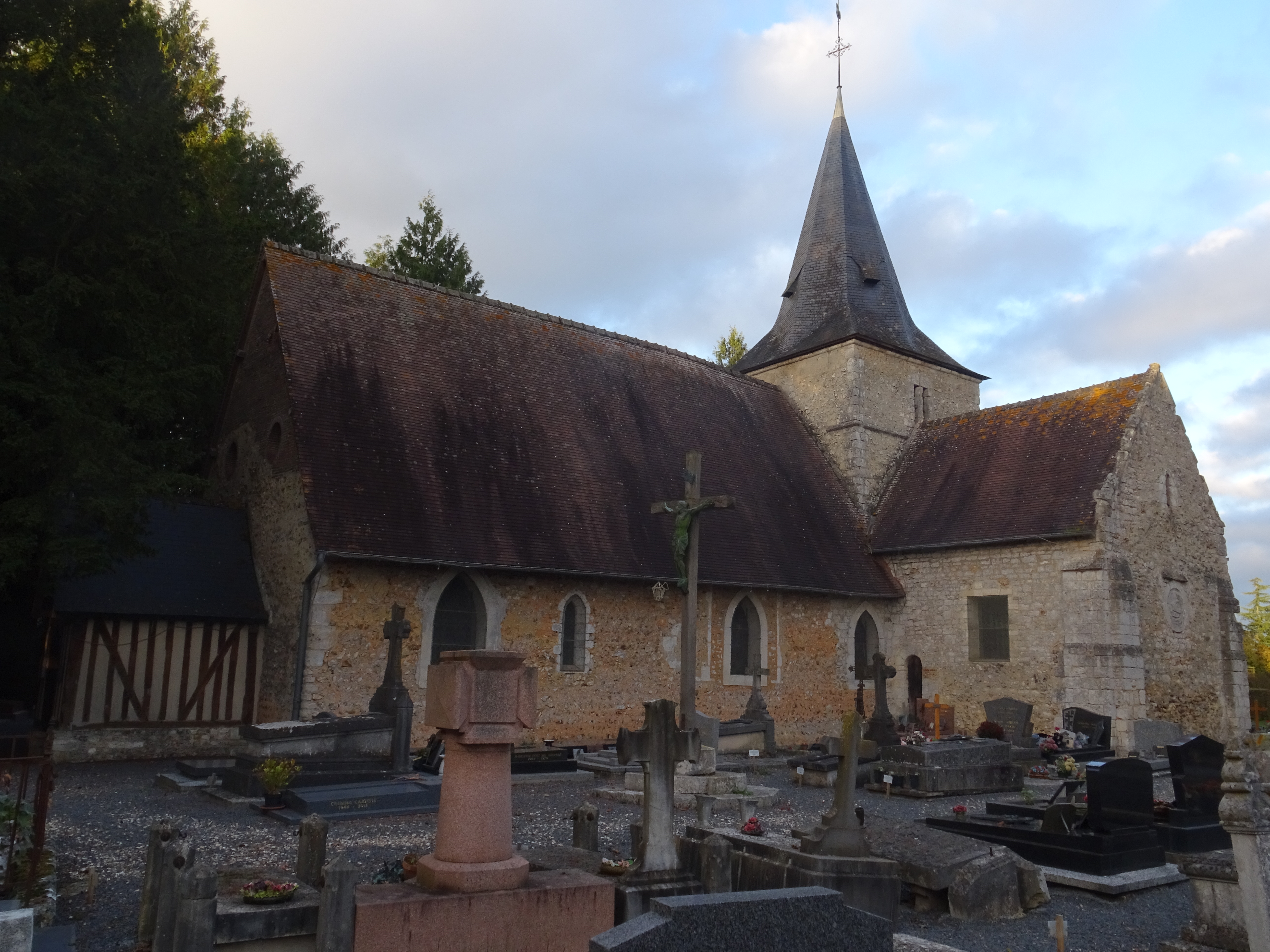
Kirche Saint-Laurent

## Persönlichkeiten
- Theobald von Bec (um 1090–1161), Erzbischof von Canterbury